# Gouvernement Mbaye
Ndiaye Touré
Le gouvernement Mbaye est le gouvernement de la république du Sénégal dirigé par le Premier ministre Abdoul Mbaye, durant la présidence de Macky Sall élu le 2 avril 2012. Le 1er septembre 2013, Macky Sall met fin aux fonctions de ses ministres et charge la ministre de la Justice sortante, Aminata Touré, de constituer un nouveau gouvernement.

## Composition du 4 avril 2012
Promesse de campagne de Macky Sall, le gouvernement Mbaye nommé le 4 avril 2012 à la suite de la victoire du candidat de la coalition Benno Bokk Yakkar, est resserré à 25 ministres.
| Fonction                                                                                | Nom                     | Parti               |
| --------------------------------------------------------------------------------------- | ----------------------- | ------------------- |
| Premier ministre                                                                        | Abdoul Mbaye            | SE                  |
| Ministre des Affaires étrangères et des Sénégalais de l'extérieur                       | Alioune Badara Cissé    | APR                 |
| Ministre de l’Intérieur                                                                 | Mbaye Ndiaye            | APR                 |
| Ministre de la Santé et de l'Action sociale                                             | Awa Marie Coll Seck     | SE                  |
| Ministre des Forces armées                                                              | Augustin Tine           | APR                 |
| Ministre de la Justice                                                                  | Aminata Touré           | SE                  |
| Ministre de l'Économie et des Finances                                                  | Amadou Kane             | SE                  |
| Ministre de la Culture et du Tourisme                                                   | Youssou N'Dour          | SE                  |
| Ministre de la Femme, de l'Enfant et de l'Entrepreneuriat féminin                       | Mariama Sarr            | APR                 |
| Ministre de l'Éducation nationale                                                       | Ibrahima Sall           | Model               |
| Ministre de l'Agriculture et de l'Équipement rural                                      | Benoît Sambou           | APR                 |
| Ministre de l'Aménagement du territoire et des Collectivités locales                    | Cheikh Bamba Dièye      | FSD/BJ              |
| Ministre du Commerce, de l'Industrie et de l'Artisanat                                  | Mata Sy Diallo          | BSS-AFP             |
| Ministre de l'Élevage                                                                   | Aminata Mbengue Ndiaye  | BAT-PS              |
| Ministre de la Pêche et des Affaires maritimes                                          | Pape Diouf              | Idy4président-Rewmi |
| Ministre des Infrastructures et des Transports                                          | Mor Ngom                | APR                 |
| Ministre de l'Énergie et des Mines                                                      | Aly Ngouille Ndiaye     | MRD                 |
| Ministre de la Jeunesse, de la Formation professionnelle et de l'Emploi                 | Aly Koto Ndiaye         | APR                 |
| Ministre des Sports                                                                     | El Hadji Malick Gakou   | BSS-AFP             |
| Ministre de l'Urbanisme et de l'Habitat                                                 | Khoudia Mbaye           | BSS-LD              |
| Ministre de l'Enseignement supérieur et de la Recherche, Porte-parole du gouvernement   | Serigne Mbaye Thiam     | BAT-PS              |
| Ministre de l'Écologie et de la Protection de la nature                                 | Haïdar El Ali           | BAT-Verts           |
| Ministre de la Fonction publique, du Travail et des Relations avec les institutions     | Mansour Sy              | PIT                 |
| Ministre de l'Hydraulique et de l'Assainissement                                        | Oumar Guèye             | Idy4président-Rewmi |
| Ministre de la Communication et des Technologies de l'information et des communications | Abou Lô                 | APR                 |
| Ministre délégué, chargé du Budget                                                      | Abdoulaye Daouda Diallo | SE                  |

## Composition au 29 octobre 2012
Pressenti depuis septembre, un remaniement a lieu le 29 octobre 2012. Il voit le départ de sept ministres, dont des proches collaborateurs de Macky Sall, Alioune Badara Cissé (Affaires étrangères), Mbaye Ndiaye (Intérieur), Mor Ngom (Transports) et Aly Coto Ndiaye (Jeunesse), ainsi qu'Ibrahima Sall (Éducation), Mata Sy Diallo (Commerce), et Abou Lô (Communication). Cet ajustement après sept mois d'exercice est selon la presse les conséquences de nombreux « errements » de l'exécutif et des manifestations violentes des Thiantacounes le 22 octobre.
Douze nouveaux ministres sont nommés, portant à trente le nombre de membres du gouvernement et renforçant le poids des alliés de l'APR, permettant selon le Premier ministre d'alléger les portefeuilles pour plus d'efficacité. 
Deux des sept remerciés sont nommés auprès du président de la République : Mbaye Ndiaye, comme ministre d’État auprès du président de la République et Mor Ngom comme directeur de cabinet avec rang de ministre d’État.
La nouvelle équipe est formée par :
- Augustin Tine, Ministre des Forces armées
- Aminata Touré, Garde des Sceaux, ministre de la Justice
- Awa Marie Coll Seck, Ministre de la Santé et de l’Action sociale
- Pathé Seck, Ministre de l’Intérieur
- Mankeur Ndiaye, Ministre des Affaires étrangères et des Sénégalais de l’Extérieur
- Amadou Kane, Ministre de l'Économie et des Finances
- Thierno Alassane Sall, Ministre des Infrastructures et des Transports
- Youssou Ndour, Ministre du Tourisme et des Loisirs
- Mariama Sarr, Ministre de la Femme, de l’Enfance et de l’Entrepreneuriat féminin
- Abdoul Aziz Mbaye, Ministre de la Culture
- Cheikh Bamba Dièye, Ministre de la Communication, des Télécommunications et de l’Économie numérique
- Serigne Mbaye Thiam, Ministre de l’Éducation nationale
- Abdoulaye Baldé, Ministre de l’Agriculture et de l’Equipement rural
- Arame Ndoye, Ministre de l’Aménagement du territoire et des Collectivités locales
- El Malick Gackou, Ministre du Commerce, de l’Industrie et du Secteur informel
- Aminata Mbengue Ndiaye, Ministre de l’Élevage
- Pape Diouf, Ministre de la Pêche et des Affaires maritimes
- Aly Ngouille Ndiaye, Ministre de l’Énergie et des Mines
- Benoit Sambou, Ministre de la Jeunesse, de l’Emploi et de la Promotion des valeurs civiques
- Abdou Latif Coulibaly, Ministre de la Bonne gouvernance et Porte-parole du gouvernement
- Mbagnick Ndiaye, Ministre des Sports
- Khoudia Mbaye, Ministre de l’Urbanisme et de l’Habitat.
- Mary Teuw Niane, Ministre de l’Enseignement supérieur et de la Recherche
- Aïdar El Aly, Ministre de l’Écologie et du Développement durable
- Mansour Sy, Ministre de la Fonction publique, du Travail et des Relations avec les institutions
- Oumar Guèye, Ministre de l’Hydraulique et de l’Assainissement
- Mamadou Talla, Ministre de la Formation professionnelle, de l’Apprentissage et l’Artisanat
- Khadim Diop, Ministre de la Restructuration et de l’Aménagement des zones d’inondations
- Abdoulaye Daouda Diallo, Ministre délégué auprès du Ministre de l'Économie et des Finances, chargé du Budget
- Seynabou Gaye Touré, Ministre délégué auprès du ministre des Affaires étrangères et des Sénégalais, chargée des Sénégalais de l’Extérieur

## Composition au 14 février 2013
Le décret entérine le remplacement d'El Malick Gackou, numéro 2 de l'Alliance des forces de progrès, au poste de ministre du Commerce, de l’Industrie et du Secteur informel, par Alioune Sarr, du même parti. La nouvelle équipe se compose de :
- Augustin Tine, Ministre des Forces armées
- Aminata Touré, Garde des Sceaux, Ministre de la Justice
- Awa Marie Coll Seck, Ministre de la Santé et de l’Action sociale
- Pathé Seck, Ministre de l’Intérieur
- Mankeur Ndiaye, Ministre des Affaires étrangères et des Sénégalais de l’Extérieur
- Amadou Kane, Ministre de l'Économie et des Finances
- Thierno Alassane Sall, Ministre des Infrastructures et des Transports
- Youssou Ndour, Ministre du Tourisme et des Loisirs
- Mariama Sarr, Ministre de la Femme, de l’Enfance et de l’Entrepreneuriat féminin
- Abdoul Aziz Mbaye, Ministre de la Culture
- Cheikh Bamba Dièye, Ministre de la Communication, des Télécommunications et de l’Économie numérique
- Serigne Mbaye Thiam, Ministre de l’Éducation nationale
- Abdoulaye Baldé, Ministre de l’Agriculture et de l’Equipement rural
- Arame Ndoye, Ministre de l’Aménagement du territoire et des Collectivités locales
- Alioune Sarr, Ministre du Commerce, de l’Industrie et du Secteur informel
- Aminata Mbengue Ndiaye, Ministre de l’Élevage
- Pape Diouf, Ministre de la Pêche et des Affaires maritimes
- Aly Ngouille Ndiaye, Ministre de l’Énergie et des Mines
- Benoit Sambou, Ministre de la Jeunesse, de l’Emploi et de la Promotion des valeurs civiques
- Abdou Latif Coulibaly, Ministre de la Bonne gouvernance et Porte-parole du gouvernement
- Mbagnick Ndiaye, Ministre des Sports
- Khoudia Mbaye, Ministre de l’Urbanisme et de l’Habitat.
- Mary Teuw Niane, Ministre de l’Enseignement supérieur et de la Recherche
- Haïdar El Ali, Ministre de l’Écologie et du Développement durable
- Mansour Sy, Ministre de la Fonction publique, du Travail et des Relations avec les institutions
- Oumar Guèye, Ministre de l’Hydraulique et de l’Assainissement
- Mamadou Talla, Ministre de la Formation professionnelle, de l’Apprentissage et l’Artisanat
- Khadim Diop, Ministre de la Restructuration et de l’Aménagement des zones d’inondations
- Abdoulaye Daouda Diallo, Ministre délégué auprès du Ministre de l'Économie et des Finances, chargé du Budget
- Seynabou Gaye Touré, Ministre délégué auprès du ministre des Affaires étrangères et des Sénégalais, chargée des Sénégalais de l’Extérieur